# Championnat de France de basket-ball de deuxième division 1988-1989
Navigation
Saison précédente Saison suivante
La saison 1988-1989 du championnat de France de basket-ball de Nationale 1B est la 40e édition du championnat de France de basket-ball de deuxième division. C'est le deuxième plus haut niveau du championnat de France de basket-ball. Seize clubs participent à la compétition.
À la fin de la saison régulière, les deux premiers accèdent à la Nationale 1A, le premier est déclaré champion de France.
Les deux derniers descendent en NM2.
À l'issue de la saison régulière, un barrage se déroule entre le 13e et le 14e de N1A et du 3e au 6e de N1B en format play-off, les vainqueurs des demi-finales se maintiennent ou accèdent à la Nationale 1A.
UA Cognac BB a perdu 18 rencontres par pénalité pour ne pas avoir respecté le règlement sportif indiquant que seuls deux joueurs non- sélectionnables en équipe de France pouvait être inscrit sur la feuille de match.

## Clubs participants[1]
| Clubs                 | Salles (Capacités)                                    | Villes            |
| --------------------- | ----------------------------------------------------- | ----------------- |
| Berck BCO             | Palais des Sports (4 500 places)                      | Berck             |
| UA Cognac BB          | Complexe des Vauzelles (2 500 places)                 | Château bernard   |
| JDA Dijon             | Palais des sports Jean-Michel-Geoffroy (4 628 places) | Dijon             |
| ALM Évreux            | Salle Omnisports (3 000 places)                       | Évreux            |
| SCM Le Mans           | La Rotonde (6 000 places)                             | Le Mans           |
| Levallois-Asnières BC | Palais des sports Marcel-Cerdan (3 000 places)        | Levallois         |
| SLUC Nancy            | Palais des sports Jean Weille (4 500 places)          | Nancy             |
| Reims CB              | Complexe René Tys (2 800 places)                      | Reims             |
| Avenir Rennes BC      |                                                       | Rennes            |
| GSCM Roanne           | Halle André-Vacheresse (3 300 places)                 | Roanne            |
| CA Saint-Étienne      | Stadium (2 500 places)                                | Saint-Étienne     |
| Salon BC              |                                                       | Salon-de-Provence |
| ASA Sceaux            | Gymnase du Clos St. Marcel (1 500 places)             | Sceaux            |
| RC Toulouse           | Salle Léo Lagrange (2 500 places)                     | Toulouse          |
| ASJA Vichy            | Palais des sports Pierre Coulon (3 300 places)        | Vichy             |
| Étoile Voiron         |                                                       | Voiron            |

## Classement saison régulière[2]
| Rang | Équipe                  | Pts | J  | G  | P  | Pp   | Pc   | Diff |
| ---- | ----------------------- | --- | -- | -- | -- | ---- | ---- | ---- |
| 1    | Reims CB                | 53  | 30 | 23 | 7  | 2661 | 2493 | 168  |
| 2    | GSCM Roanne             | 51  | 30 | 21 | 9  | 2679 | 2448 | 231  |
| 3    | SCM Le Mans             | 50  | 30 | 20 | 10 | 2598 | 2501 | 97   |
| 4    | JDA Dijon               | 49  | 30 | 19 | 11 | 2733 | 2606 | 127  |
| 5    | CA Saint-Étienne        | 48  | 30 | 18 | 12 | 2462 | 2393 | 69   |
| 6    | Étoile Voiron (+5)      | 47  | 30 | 17 | 13 | 2808 | 2892 | -84  |
| 7    | RC Toulouse (-5)        | 43  | 28 | 15 | 13 | 2554 | 2483 | 71   |
| 8    | ALM Évreux (+5)         | 46  | 30 | 16 | 14 | 2613 | 2775 | -162 |
| 9    | ASA Sceaux (-5)         | 47  | 30 | 16 | 14 | 2613 | 2618 | -5   |
| 10   | SLUC Nancy              | 45  | 30 | 15 | 15 | 2700 | 2642 | 58   |
| 11   | Salon BC P (+29)        | 42  | 30 | 12 | 18 | 2815 | 2929 | -114 |
| 12   | Berck BCO (-29)         | 42  | 30 | 12 | 18 | 2645 | 2761 | -116 |
| 13   | Levallois-Asnières BC P | 41  | 30 | 11 | 19 | 2736 | 2843 | -107 |
| 14   | ASJA Vichy              | 40  | 30 | 10 | 20 | 2299 | 2477 | -178 |
| 15   | Avenir Rennes BC        | 37  | 30 | 7  | 23 | 2594 | 2775 | -181 |
| 16   | UA Cognac BB            | 18  | 30 | 6  | 24 | 1172 | 1189 | -17  |

|     | Promotion en Nationale 1A           |
|     | Barrage Nationale 1A / Nationale 1B |
|     | Relégué                             |
| (P) | Promu 1989                          |

## Leaders saison régulière[3]
| Catégorie                  | Joueur         | Équipe           | Statistiques |
| -------------------------- | -------------- | ---------------- | ------------ |
| Points par match           | Larry Lawrence | SCM Le Mans      | 32,4         |
| Rebonds par match          | Jose Waitman   | RC Toulouse      | 13,8         |
| Passes décisives par match | Eric Lecerf    | ASA Sceaux       | 8,5          |
| Interceptions par match    | Vince Reynolds | JDA Dijon        | 2,1          |
| Contres par match          | Terry Williams | Avenir Rennes BC | 2,1          |
| % aux lancer-francs        | Patrick Zamour | UA Cognac BB     | 86,9 %       |
| % à 3 points               | Eric Lecerf    | ASA Sceaux       | 55,7 %       |

## Barrage N1A-N1B[2]
Les barrages se sont déroulés du 1er au 22 avril 1989.
Quart de finale
- Nantes BC (N1A) - ALM Évreux (N1B) : 2-0 (87/78, 94-87)
- CA Saint-Étienne (N1B) - JDA Dijon (N1B) : 2-0 (78/68, 90/87)
- Olympique Antibes (N1A) (+1) - RC Toulouse (N1B) : 1-1 (73/111, 127/88)
- SCM Le Mans (N1B) (+10) - Étoile Voiron (N1B) : 1-1 (91/96, 115/100)

Demi-finale
- Nantes BC (N1A) - Saint-Étienne Basket (N1B) : 2-0 (75/74, 90-86 a2p)
- Olympique Antibes (N1A) - SCM Le Mans (N1B) : 2-0 (89/86, 98-80)

Antibes et Nantes se maintiennent en Nationale 1A

## Sources et références
1. ↑  Maxi-Basket no 67, octobre 1988, p.  54,55.
2. 1 2  Thierry Bretagne, Pierre-Olivier Matigot, 20 ans de Basket pro, édition Hachette, octobre 2007
3. ↑  Maxi-Basket no 74, mai 1989, p.  68,69.